# واسیلی آبایف
واسیلی (واسو) ایوانوویچ آبایف (آسی: Абайты Иваны фырт Васо) (زادهٔ ۱۵ دسامبر ۱۹۰۰- مرگ ۱۸ مارس ۲۰۰۱) ایران‌شناس و زبان‌شناس آسی بود.
آبایف زادهٔ اوستیای جنوبی است که در آن زمان بخشی از اتحاد جماهیر شوروی بود. او در زمینهٔ زبان‌های ایرانی و زبان آسی پژوهش داشت.
او زبان‌شناسی برجسته در مقیاس جهانی در زمینهٔ زبانهای سکایی و سرمتی بود. او پیوند میان زبان سکایی و زبان آسی را نمایانده بود. همچنین پیوندهای میان اسطوره‌های آسی و سلتی را نیز نشان داده بود. از او نزدیک به ۲۰۰ اثر برجای مانده‌است.
آبایف در مدت ۷۵ سال کار بی‌وقفه و پرتلاش خود، بیش از ۳۰۰ اثر علمی نوشت. مهم‌ترین تألیف او واژه‌نامه تاریخیـ اشتقاقی زبان آسی در پنج جلد است که از سال ۱۹۵۸ تا ۱۹۹۰ به مدت سی و دو سال به آن مشغول بوده‌است. برای تألیف این واژه‌نامه از ۱۹۰ زبان و گویش مختلف، که با زبان آسی ارتباط داشته‌اند، استفاده کرده‌است.
او، علاوه بر نگارش آثار متعددی در زمینه زبان‌شناسی، تألیفاتی نیز در زمینه اساطیر و فولکلور ملل ایرانی‌تبار و نیز ادبیات آسی دارد.

## پیشینه
واسیلی ایوانویچ آبایف در ۲، یا به روایتی، ۱۵ دسامبر سال ۱۹۰۰ میلادی در روستای کُبی در استیای جنوبی، که اینک جزو جمهوری گرجستان است، چشم به جهان گشود. تحصیلات ابتدایی خود را در مدرسه روستای خود گذراند و برای ادامه تحصیل به تفلیس رفت. در سال ۱۹۱۰ دوره متوسطه را در تفلیس آغاز کرد و در سال ۱۹۱۸ به پایان رساند.
واسیلی آبایف، بعد از اتمام دوره دبیـرستان، در ۱۸ سالگی به تدریس زبان مادری خود در مدرسه ابتدائی کُبی مشغول شد. دوره آموزگاری او در این روستا ۴ سال بود و در سال ۱۹۲۲ میلادی به دانشگاه پتروگراد وارد شد و در بخش نژادشناسی-زبان‌شناسی دانشکده علوم اجتماعی به تحصیل پرداخت. در سال ۱۹۲۴ نتایج نخستین پژوهش‌های خود را منتشر کرد. در سال ۱۹۲۵ دوره دانشکده را به اتمام رسانید و در همان سال به دوره دکتریِ رشته زبان‌های ایرانی وارد شد و در سال ۱۹۲۸ درجه دکتری گرفت.
در سال‌های ۱۹۲۸ تا ۱۹۳۰ در دانشکده تاریخ و باستان‌شناسی قفقاز، وابسته به فرهنگستان علوم شوروی، مشغول به کار شد. از سال ۱۹۳۰ تقریباً به مدت نیم قرن در دانشکده یافثی، که بعدها به «دانشکده زبان و تفکّر» و سپس به «دانشکده زبان‌شناسی آکادمی علوم شوروی» تغییر نام داد، به تحقیق و پژوهش ادامه داد.
در سال ۱۹۳۵، بدون نوشتن رساله، موفق به اخذ درجه نامزدی علوم در رشته زبان‌شناسی گردید و از همان سال تا سال ۱۹۴۰ مسئولیت اداره گروه زبان‌های ایرانی دانشکده زبان و تفکّر را بر عهده گرفت. در ژانویه سال ۱۹۴۱ به وی مأموریت دادند تا برای نشر حماسه قهرمانی آسی به عنوان مشاور علمی به اُستیا عزیمت کند.
در بین سال‌های ۱۹۴۱ تا ۱۹۴۵، بر اثر جنگ، از سن پترزبورگ (لنینگراد) به اُستیا رفت و در مؤسسات علمی- پژوهشی اُستیای جنوبی و شمالی مشغول به کار شد. او از پاک‌سازی‌های استالینی جان به در برده‌بود. در ۱۹۴۵ فرهنگ واژگانی را برای زبان آسی نگاشت.
در سال ۱۹۴۵ مجدداً به سن پترزبورگ برگشت و کار را در دانشکده زبان و تفکّر ادامه داد. در سال ۱۹۵۱ به علت تغییر نام دانشکده به «دانشکده زبان‌شناسی آکادمی علوم شوروی» و انتقال آن به مسکو به این شهر عزیمت نمود. در سال ۱۹۶۲ بدون دفاع از رساله خود درجه فوق دکترای زبان‌شناسی و در سال ۱۹۶۹ درجه پروفسوری را گرفت. او در سال ۱۹۸۱ به خاطر خدمات ارزنده به علم زبان‌شناسی و تدوین آثار ارزشمند موفق به اخذ جایزه دولتی شوروی شد.
آبایف در سال ۱۹۵۸ در چهاردهمین همایش خاورشناسان آلمان در هاله و در سال ۱۹۶۰ در بیست و پنجمین همایش بین‌المللی خاورشناسان در مسکو شرکت کرد. او در سال ۱۹۶۶ عضو افتخاری انجمن سلطنتی آسیایی بریتانیای کبیر و ایرلند و در سال ۱۹۷۳ عضو مکاتبه‌ای انجمن فین‌واوگری هلسینکی شد. این دانشمند در ۱۸ مارس سال ۲۰۰۱ در مسکو درگذشت.